# Bigger Than My Body
Bigger Than My Body è un singolo del cantautore statunitense John Mayer, pubblicato il 25 agosto 2003 come primo estratto dal secondo album in studio Heavier Things.

## Tracce
1. Bigger Than My Body – 4:26
2. Kid A (Radiohead cover) – 2:52
3. Tracing – 3:18